# Przemysław Sadowski
Przemysław Sadowski (ur. 18 marca 1975 w Hajnówce) – polski aktor telewizyjny, teatralny i filmowy.

## Życiorys

### Wczesne lata
Wychowywał się w Białymstoku, gdzie ukończył Szkołę Podstawową nr 8 im. Św. Kazimierza Królewicza. Od trzeciej klasy podstawówki trenował lekkoatletykę, potem piłkę ręczną, zdobywając dyplomy za króla strzelców turniejów dziecięcych. Gdy miał 10 lat, uczęszczał na kurs tańca towarzyskiego do klubu „Rytm”. Rok później dołączył do klubu piłkarskiego Jagiellonia Białystok, gdzie trenował z Tomaszem Frankowskim i Markiem Citką. Grał też w koszykówkę i przez rok trenował rzut dyskiem. W dorosłym życiu dwukrotnie brał udział w drużynie Marcina Gortata w meczach Gortat Team vs Wojsko Polskie. Przez cztery lata uczył się gry na fortepianie w ognisku muzycznym, które ukończył jako 17-latek. Nauczył się także grać na gitarze.
W drugiej klasie IV Liceum Ogólnokształcącego im. Cypriana Kamila Norwida w Białymstoku o profilu sportowym związał się z teatrem amatorskim PRO przy Wojewódzkim Ośrodku Animacji Kultury, gdzie po raz pierwszy wystąpił w roli generała w sztuce Ernesta Brylla Życie jawą. Po maturze podjął studia na Wydziale Lalkarskim filii PWST we Wrocławiu. Po roku przeniósł się na Wydział Aktorski do łódzkiej Szkoły Filmowej, Telewizyjnej i Teatralnej im. Leona Schillera, którą ukończył w 1999. Na roku była z nim Anita Sokołowska i Monika Jarosińska.

### Kariera sceniczna
W 1994 zdobył nagrodę główną XVI Turnieju Sztuki Recytatorskiej w Wałczu za monodram Koncert życzeń. W 1997 zadebiutował na scenie w roli Elfa w komedii szekspirowskiej Sen nocy letniej w Teatrze im. Stefana Jaracza w Łodzi, z którym był związany w latach 1997–1999. Występował potem w teatrach: Polskim w Szczecinie (2000) oraz Scena Prezentacje w Warszawie (2000, 2002–2004). W Teatrze Na Woli w sztuce Tadeusza Słobodzianka Nasza klasa (2006) w reż. Ondreja Spišáka grał Menachema.
Po gościnnym udziale jako Tezeusz i Oberon w Śnie nocy letniej (2012) w Teatrze Ateneum wystąpił w dwóch komediach Teatru Capitol: jako lekkoduch Karol Następnego dnia rano (The Morning After, 2013) Petera Quiltera w reż. Cezarego Morawskiego i niezdarny Edgar Chisholm Hawaje, czyli przygody siostry Jane (Nurse Jane Goes to Hawaii, 2016) Allana Strattona w reż. Marcina Sławińskiego. W 2014 dołączył do obsady spektaklu Marcina Szczygielskiego Kochanie na kredyt Teatru MY w reż. Olafa Lubaszenki w roli Pawła Słodowca, byłego narzeczonego Anki (Agnieszka Sienkiewicz). W Teatrze Komedia został zaangażowany do przedstawień: Jak na wulkanie (2014) Robina Hawdona w reż. Tomasza Dutkiewicza jako Boris Brakowski, Zwariowana terapia (2015) Christophera Duranga w reż. Marcina Sławińskiego jako Chris, Żona potrzebna od zaraz (2016) Edwarda Taylora w reż. T. Dutkiewicza jako Jim Watt, Komedia o napadzie na bank (2017) Henry’ego Lewisa, Jonathana Sayera i Henry’ego Shieldsa oraz Trema (2018) Davida Frencha w reż. Johna Weisgerbera jako Patrick Flanagan. W 2020 zagrał dyrektora banku w komedii  Jordiego Galcerána Kredyt (El crédito) w reż. Marcela Wiercichowskiego.

### Kariera ekranowa
Jeszcze jako student trafił na mały ekran jako asystent w serialu Syzyfowe prace (1998) na podstawie powieści Stefana Żeromskiego, dwa lata potem powstała wersja kinowa. Użyczył głosu policjantowi w serialu animowanym dla dzieci Mordziaki (1998). Po raz pierwszy zagrał rolę kinową bandyty „Francuza” w dreszczowcu Krzysztofa Langa Strefa ciszy (2000) u boku Edyty Olszówki i Roberta Gonery. W dreszczowcu psychologicznym Waldemara Dzikiego Pierwszy milion (2000) został obsadzony w jednej z głównych ról jako Jacek Berger-Kurczewski „Kurtz”, który z dwójką przyjaciół zamierza zdobyć tytułowe pierwsze miliony. W filmie sensacyjnym Enduro Bojz (2000) pojawił się jako Sowiet.
Występował gościnnie w drobnych rólkach i epizodach w wielu popularnych serialach telewizyjnych, w tym Więzy krwi (2001), Zostać miss (2001), Klan (2001–2002), Na dobre i na złe (2002), Sublokatorzy (2004) i Bulionerzy (2004). Wkrótce dostał rolę Kacpra Szpunara w serialu Polsatu Samo życie (2002–2010). Można go było oglądać potem w serialu kryminalno-sensacyjnym Fala zbrodni (2003–2004) w roli komisarza Błażeja „Budrysa” Kowala i produkcji TVN Magda M. (2006–2007) w roli Filipa Starskiego, studenckiej miłości i adoratora tytułowej bohaterki (Joanna Brodzik).
Uczestniczył w czwartej edycji programu rozrywkowego TVN Taniec z gwiazdami.
Wystąpił w teledysku do piosenki Ani Wyszkoni „W całość ułożysz mnie” (2013).
Ze względu na role aktorskie i aparycję czasem określany jest mianem „polskiego Richarda Gere’a”.

### Kariera dubbingowa
Swojego głosu użyczał m.in. w filmach Garfield, Za linią wroga II: Oś zła, Koń wodny: Legenda głębin, Speed Racer, Kapitan Ameryka: Zimowy żołnierz, Dzwoneczek i tajemnica piratów, Ant-Man i Raya i ostatni smok.

## Życie prywatne
4 września 2004 ożenił się z aktorką Agnieszką Warchulską, z którą ma dwóch synów – Jana (ur. 2005) i Franciszka (ur. 2011). Ma również córkę Małgorzatę (ur. 1997) z poprzedniego związku.

## Filmografia

### Filmy
- 2000: Syzyfowe prace jako asystent
- 2000: Pierwszy milion jako Jacek Berger-Kurczewski „Kurtz”
- 2000: Strefa ciszy jako Francuz
- 2000: Enduro Bojz jako Sowiet
- 2001: Tam, gdzie żyją Eskimosi jako dezerter
- 2001: W pustyni i w puszczy jako major
- 2001: Reich jako dealer narkotyków
- 2002: Polonaise jako Maciek
- 2002: Julia wraca do domu jako ranny mężczyzna
- 2004: Siedem grzechów popcooltury jako Max
- 2005: Tylko mnie kochaj jako oficer policji
- 2006: Londyńczyk jako Jan Jasiński
- 2008: Droga do raju jako Mirek
- 2010: Cisza jako Tadeusz Brzozowski, nauczyciel geografii
- 2010: Siedem minut jako Piotr Winkler
- 2012: Układ zamknięty jako biznesmen Marek Stawski
- 2012: Tajemnica Westerplatte jako plutonowy Piotr Buder
- 2013: Biegnij, chłopcze, biegnij jako Grzegorz Kowalski
- 2019: Futro z misia jako Demsowicz „Dempsey”
- 2019: Na bank się uda jako „Lupo”
- 2020: 365 dni jako dyrektor hotelu
- 2021: The End

### Seriale
- 1998–2000: Syzyfowe prace jako asystent
- 1998: Mordziaki jako policjant (odc. 8)
- 1999: Pierwszy milion jako Jacek Berger-Kurczewski „Kurtz”
- 2001–2002: Klan jako doktor Łukasz Kobielski, lekarz onkolog
- 2001: Zostać miss jako Artur „Arczi”, fotograf (odc. 2-13)
- 2001: Więzy krwi jako Łukasz Bronowicz, syn Józefa, leśnik
- 2001: W pustyni i w puszczy jako major
- 2001: Na dobre i na złe jako Piotr Michałowski (odc. 87)
- 2002–2010: Samo życie jako Kacper Szpunar
- 2003–2004: Fala zbrodni jako komisarz Błażej „Budrys” Kowal (odc.1-14)
- 2004: Sublokatorzy jako agent (odc. 1)
- 2004–2005: Pensjonat pod Różą jako Gabriel (odc. 3); Kacper, narzeczony Mai (odc. 64)
- 2004: Bulionerzy jako Damian Berger
- 2006–2007: Magda M. jako Filip Starski, studencka miłość Magdy
- 2006: Kryminalni jako Artur Zimak, sąsiad Auguścików (odc. 46)
- 2007: Ranczo jako Arkadiusz Stolarkiewicz vel Jan Kowalski (odc. 22-24)
- 2007: Niania jako Paweł Walicki (odc. 67)
- 2007: Determinator jako Cezary Bogucki
- 2008–2009: Londyńczycy jako Darek
- 2009: Naznaczony jako Eryk, brat Mileny
- 2010: Usta usta jako Robert Langer
- 2010–2012: Czas honoru jako przedstawiciel Komendy Głównej ZWZ, szef Oddziału II kg ZWZ (odc. 39); Brodowicz (IV i V seria)
- 2010: Duch w dom jako Jurek (odc. 4)
- 2011: Hotel 52 jako Błażej, kolega Andrzeja
- 2012: Prawo Agaty jako Arkadiusz Jezierski (odc. 25)
- 2012: Na krawędzi – Andrzej Czyż
- 2012: Ja to mam szczęście! jako Stefan, były mąż Joanny
- 2012: Komisarz Alex jako Artur Hoffer (odc. 24)
- 2013: 2XL jako Karol Zabawski, mąż Laury
- 2014: Na krawędzi 2 – Andrzej Czyż
- 2015: Uwikłani jako Adam Bratkowski (odc. 2)
- 2015–2016: Przyjaciółki jako Leszek
- 2017: Niania w wielkim mieście jako Jacek Zaremba, psycholog dziecięcy
- 2018–2019: Za marzenia jako ksiądz Andrzej
- 2019–2020: Echo serca jako doktor Andrzej Stomma
- od 2021: Pierwsza miłość jako doktor Jakub Wenerski
- 2021: Receptura jako Barcz
- od 2021 - Na Wspólnej - Lew Nalepa - kardiochirurg
- 2021: Pajęczyna jako Radek Węgrowski
- 2022: Komisarz Mama jako Konrad Czarnecki (odc. 25)
- 2022: Lulu jako Jacek Makowski

### Dubbing
- 2000: Głosy nocy
- 2004: Garfield – Nermal
- 2006: Za linią wroga II: Oś zła – komandor Hwang
- 2006: Sposób na rekina – Troy/Ćwiek
- 2007: Koń wodny: Legenda głębin – Lewis Mowbray
- 2008: Speed Racer – Inspektor Detector
- 2008: Mass Effect – Kaidan Alenko
- 2009: Dzieci Ireny Sendlerowej
- 2011: Crysis 2 – Nathan Gould
- 2014: Kapitan Ameryka: Zimowy żołnierz – Brock Rumlow/Crossbones
- 2014: Dzwoneczek i tajemnica piratów – James
- 2015: Ant-Man – Paxton
- 2016: Doktor Strange – Karl Mordo
- 2018: Ant-Man i Osa – Paxton
- 2019: The Mandalorian – Mayfeld
- 2021: Raya i ostatni smok – Tong
- 2021: A gdyby…? – Brock Rumlow / Crossbones
- 2022: Doktor Strange w multiwersum obłędu – Baron Mordo[14]